# Membranski glomerulonefritis
Membranski glomerulonefritis (membranska nefropatija) je češćih uzroka nefrotskog sindroma kod odraslih. Može biti idiopatski ili sekundarni.

## Terminologija
Termine membranska glomerulonefropatija i membranska glomerulopatija koriste neki autori zato što u pojedinim oblicima na mikroskopskom pregledu materijala se ne pronađe upalnih stanice, niti prominentne lokalne upale, već samo odlaganje imunokompleksa. Ostali nazivi koji se koriste: membranska (epimembranska, perimembranska ili ekstramembranska) nefropatija ili glomerulopatija.

## Patofiziogija
Membranski glomerulonefritis je bolest u kojoj se imunološki kompleksi talože u subepitelijalnom prostoru. Imunološki kompleks antigen-antitijelo može nastati na mjestu (in situ) ili odlaganjem. Protein (antigen) u kompleksu nije utvrđen. Protutijelo vezano za antigen aktivira litički kompleks (C5b-9) sustava komplmenta koji aktivira biosintezu enzima koji proizvode radikale kisika u glomerularnim epitelijalnim stanicama. C5b-9 kompleks u sublitičnim količinama stimulira podocite da proizvode proteaze, oksidanse, prostanoide, komponente izvanstaničnog matriksa i citokine. C5b-9 uzrokuje promjene u citoskeletu koje mijenjaju raspodjelu proteina u membranskoj pukotini i ljuštenje podocita u Bowmanov prostor. To dovodi do prekida funkcionalnog integriteta glomerularne bazalne membrane i prepreke filtracije proteina što dovodi do masivne proteinurije.

## Uzroci bolesti
Bolesti je najčešće nepoznatog uzroka, idiopatska, dok sekundarni uzroci mogu biti:
- autoimune bolesti (ankilozirajući spondilitis, dermatomiozitis, mješana bolest vezivnog tkiva, reumatoidni artritis, SLE, Sjögrenov sindrom)
- zarazne bolesti (hepatitis B i C, malarija, sifilis, hidatidna cista, filarijaza, enterokokni endokarditis, šistosomijaza)
- maligne bolesti (karcinom, leukemija, limfom, melanom)
- lijekovi (kaptopril, zlato, litij, nesteroidni protuupalni lijekovi, penicilamin)
- razno (sarkoidoza, sustavna mastocitoza, anemija srpastih stanica, diabetes

## Klinička slika, dijagnoza i liječenje
Bolest se najčešće manifestira nefrotskim sindromom s proteinurijom, generaliziranim edemima, s ili bez bubrežnog zatajenja. Za sigurnu dijagnozu je potreban dokaz bolesti na uzroku dobivenim biopsijom bubrega. U liječenju bolesti koriste se 
imunosupresivni lijekovi (npr. kortikosteroidi, ciklosporin, ciklofosfamid)
|  | Molimo pročitajte upozorenje o korištenju medicinskih informacija. Ne provodite liječenje bez savjetovanja s liječnikom! |